# Bagaliy Dabo
Bagaliy Dabo (Clichy, 27 luglio 1988) è un calciatore francese, attaccante dell'Agia Napa.

## Carriera

### Club
Il 1º luglio 2018 viene acquistato a titolo definitivo dalla squadra azera del Neftçi Baku.

## Palmarès

### Club
- Campionato cipriota: 1

Apollōn Limassol: 2021-2022

### Individuale
- Capocannoniere della Premyer Liqası: 1

2019-2020 (7 gol)